# Gogolin (województwo wielkopolskie)
Gogolin – osada w Polsce, w województwie wielkopolskim, w powiecie złotowskim, w gminie Lipka, nad jeziorem Gogolin Wielki.
Do 2023 miejscowość była częścią wsi Łąkie.
W latach 1975–1998 Gogolin administracyjnie należał do województwa pilskiego.